# Het pad van de schildpad
Het pad van de schildpad is het dertiende stripalbum van Agent 327, getekend door Martin Lodewijk en in 2001 uitgegeven door Uitgeverij M. Het album bevat twee dossiers: Het pad van de schildpad en De zwarte doos. Het pad van de schildpad is voor het eerst verschenen in het Algemeen Dagblad in 2000 en 2001 (17 oktober t/m 17 januari). De zwarte doos is een ouder dossier dat voor het eerst verschenen is in stripweekblad Eppo Wordt Vervolgd in 1986 (nr. 38 t/m 43).
Het pad van de schildpad is het eerste dossier van Agent 327 waarbij op het schutblad een aankondigingsstrook werd gepubliceerd. De reden was dat sinds De vergeten bom de dossiers van Agent 327 in het Algemeen Dagblad werden gepubliceerd. Agent 327 was nu dus een krantenstrip geworden en daarvoor wordt wel vaker een aankondigingsstrook gehanteerd. De inkleuring werd verzorgd door Hanneke Bons.

## Inhoud

### Het pad van de schildpad
Bij het uittesten van een spionageprogramma komt Agent 525 op camerabeelden uit Diergaarde Blijdorp Boris Kloris tegen. Daarom wordt Agent 327 er per direct heen gestuurd. Omdat Agent 525 het te druk heeft met het testen moet hij Olga Lawina om assistentie vragen. Aangekomen in de Diergaarde ontdekken ze een vreemd spoor in het Oceanium. Er ligt een rampo-mes op de bodem van een van de bassins. Omdat Boris Kloris wellicht nog terug zal komen, gaan IJzerbroot en Olga 's nachts op onderzoek uit. Het blijkt dat Boris en zijn handlangers achter een stokoude schildpad aanzitten.
Na een heftige confrontatie slagen ze erin de schildpad te redden. Toch slaagt Boris Kloris er met behulp van supersiliconenlatexine (waar hij ook zijn levensechte maskers mee maakte; zie Dossier B en Dossier Dozijn Min Twee) een kopie van het schild van de schildpad te maken. Bij nadere bestudering ontdekken 327 en Olga een soort schatkaart die op het rugschild van de schildpad gekerfd is. De chef snapt het direct: dit is de schildpad van de beruchte piratenkapitein Bully Hayes. Op een schildpadeiland in de Stille Oceaan had hij een enorme goudschat verborgen, gestolen van Nederlandse zakenlui die in de Amerikaanse Burgeroorlog de zuidelijke staten wilden helpen ("Slaven verloren, rampspoed geboren"). Ook zitten er documenten bij die dit schandaal naar buiten kunnen brengen waar Boris Kloris achteraan zit.

### De zwarte doos
Er wordt een video binnengebracht op de Geheime Dienst, waarop Agent 327 allerlei staatsondermijnende uitspraken doet, onder andere dat Victor Baarn de verliezer is van de Personal Computer Hoofdprijs P.C. Hooft-prijs. Een arrestatie blijft niet uit, maar Agent 327 weet van niks. IJzerbroot ontsnapt en gaat met juffrouw Betsy op zoek naar de daders. Al gauw staat hij tegenover oude vijanden Paul Poendrop en dokter Maybe en wordt hij op een videoband gezet. Poendrop ziet kans de videoband in brand te steken en heeft daarmee 327 eindelijk vermoord. Gelukkig heeft het jongere broertje van Barend een kopie gemaakt van de band en weet hij met band 327 te ontmagnetiseren en te bevrijden.

## Trivia

### Het pad van de schildpad
- De Turkse vrouw in strook B1 zegt over Agent 327: "Laatst zag ik hem nog een Brrbie-pop kopen bij Slokker."
- Agent 327 verklaart in diezelfde strook tegen Willemse: "Je bent óók niet van me geschrokken toen ik vermomd was als Dracula of Frankenstein en zelfs niet als Willibrord Vilein.
- In strook B5 wordt er naar het satellietspionageprogramma Echelon verwezen.
- Agent 327 vraagt de Chef of hij "bang is "Slechte tijden, klote tijden" te missen?", dat verwijst naar de Nederlandse RTL 4-soap Goede tijden, slechte tijden.
- Agent 525 downloadt in strook B5 een zoekprogrammaatje naar "Prammela Anderson" (Pamela Anderson). De Chef vraagt hem discreet of hij ook zoiets kan maken voor "Katja Stuurloos"? (Katja Schuurman)
- In strook B10 hebben de hoofdfiguren uit de strip "Liefde en geluk" door Gerrit de Jager een cameo. Het baasje verwijt de hond: "Wie moest er zo nodig naar de zoo in Rotterdam?"
- In strook B11 lijkt er een lek aanwezig in het Oceanium. Agent 327 roept in paniek tegen de opzichter: "Mijnheer van Beest!! U bent Hansje Brinker niet!!! Hebt u die reclamespot van de Gouden Gids niet gezien?" Hans Brinker is (foutieve) verwijzing naar een literair personage dat met zijn vinger een lek in de dijk wist te dichten.[6] De reclamespot waar Agent 327 naar verwijst is een bekroond reclamefilmpje dat in 1999 de Gouden Loeki won.[7]
- Olga hoort in strook B16 gorilla's snurken en vraagt Agent 317: "Wat is dat gerommel toch? Zestienhoven?"
- De papegaai in strook B17 zingt het clublied van Feyenoord, de favoriete voetbalploeg van de tekenaar.
- Agent 324 pakt in strook B17 een zaklamp af met de woorden: "Hier met dat ding!! Dat is gevaarlijk in handen van X-Feilers." Een verwijzing naar de televisieserie The X-Files, waarin de hoofdpersonages ook vaak met zaklampen donkere terreinen onderzochten.
- In strook B34 raken de nekken van enkele giraffen verstrikt. De kleinste giraf roept: "Joepie! Mikado!"
- Agent 327 vraagt zich in strook B37 af: "Hoe zou Johnny Weissmuller dit doen?", voor hij net als Tarzan zich aan een touw vastgrijpt.
- Wanneer Agent 327 in strook B39 op de grond van Diergaarde Blijdorp dreigt neer te storten, zegt hij: "Ik ben eigenlijk helemaal niet nieuwsgierig of de grond hier net zo hard is als die in Artis!!" Een verwijzing naar het gedicht Dikkertje Dap door Annie M.G. Schmidt.
- In strook B42 staat het standbeeld van Fanny Blankers-Koen afgebeeld.
- Agent 327 beweert in strook B45 dat hij van de tekens op Kareltjes schild niks kan maken. Tessie somt nog dingen op waar mensen geregeld dingen in menen te zien: "Kanalen en gezichten op Mars! Religieuze boodschappen in een paprika! Heiligenbeelden in vochtvlekken op 'n muur. Wolkenluchten."
- Terwijl ze de tekens proberen ontcijferen zegt Agent 327: "De Chef ziet me al aankomen! Zijn lievelingsboeken zijn Het geheim van de Eenhoorn en De schat van Scharlaken Rackham." In deze Kuifjealbums wordt aan de hand van geheimzinnige krabbels op een blaadje papier een schat gezocht.
- De chef beweert in strook B47 dat in de Nederlandse Staatsgeheimen alles staat: "de opdrachtgever van Balthasar Gerards, de ware identiteit van Victor Baarn, bijgewerkt tot de ware identiteit van Arnon Grunberg."
- De chef beweert dat Bully Hayes' rechteroor was afgehakt en hij daarom zijn blonde haar lang en over de lege plek knoopte. Agent 327 antwoordt lachend: "Dat had Van Gogh ook kunnen doen."
- Een van de 19de-eeuwse zakenlui heet: "Habraken" (strook B49). Wellicht is hij de oprichter van het fictieve bedrijf "Habraken" dat in de reeks Agent 327 als running gag fungeert..
- De chef beweert dat er een geheim comité werd opgericht om geld in te zamelen en zo de zuidelijke slavenhouders te ondersteunen. Agent 327 reageert: "Dat had Multatuli moeten weten."
- In strook B52 vertelt de chef dat de zaak van het verdwenen goud resulteerde in het ontslag van de betrokken ministers en het schandaal in de doofpot werd gestopt. "Komt me bekend voor.", antwoordt Agent 327, verwijzend naar de Srebrenica-crisis."
- Het eiland "Horroroa" is een woordspeling op horror en het Frans-Polynesische eiland Mururoa waar Frankrijk regelmatig kernproeven houdt.
- In strook B55 heeft piloot Laverdure uit de Belgische stripreeks Mick Tangy een cameo.
- De commandant van het Franse vliegdekschip denkt dat Boris Kloris en zijn trawanten van Greenpolice zijn. Greenpeace heeft zich vaak verzet tegen de Franse atoomproeven.
- In stroken B57-B58 voert de "Force de Gaffe" van president Chic een atoomproef uit. Dit is een verwijzing naar de Force de frappe, de Franse nucleaire legermacht. Een "gaffe" is Frans voor "flater". President Chic is een verwijzing naar Jacques Chirac die in 1995 onder internationaal protest diverse kernproeven liet plaatsvinden op Mururoa.
- Volgens Juffrouw Betsy in strook B59 is de sprinklerinstallatie hersteld door "De Biereco's". Dit is een knipoogje naar de firma Biereco in de stripreeks De familie Doorzon door Gerrit de Jager.

### De zwarte doos
- In strook 1A wordt Zwarte Piet als gevolg van een repressiever migratiebeleid weer naar Afrika verzonden.
- De chef verklaart in strook 2A een videoband van de organisatie Greenpeace te hebben ontvangen die in het televisieprogramma Achter het net en Daar en straks zal worden uitgezonden.
- Willie overweegt een verslag over de Stripdriedaagse in 's-Hertogenbosch te schrijven.
- Agent 327 zegt in strook 2A: "Minister Deedmaar heeft niet helemaal ongelijk!!! Waar moet dat naar toe... drie dagen strips lezen!" Een verwijzing naar Wim Deetman, die zich eind jaren 80 als Onderwijsminister hierover zorgen maakte.
- Agent 327 beweert in strook 2B "de Ariane te hebben gesaboteerd, secretaresses van de Duitse regering te hebben omgekocht, de staatsgreep in Suriname te hebben voorbereid, Rotterdamse olie naar Kaapstad te hebben gesmokkeld, het volkspetitionnement niet getekend, ervoor gezorgd dat Drenthe verloor in AVRO's Sterrenslacht en de Rainbow Warrior tot zinken gebracht." Het specifieke volkspetitionnement waar hier naar verwezen wordt dateert uit 1985 tegen de plaatsing van kernwapens in Nederland. De chef snauwt hem toe: "Het ontbreekt er alleen nog maar aan dat je de ondergang van de Titanic opeist!"
- Agent 327 vermomt zich in strook 3A als "Rampo" (Rambo).
- In strook 4A staat Radio Veronica op.
- In strook 4B vinden we een cameo van de Vader uit Peter van Straatens krantenstrip Vader & Zoon
- In strook 5A vermeldt een radio de actiegroep Onraat.
- IJzerbroot blijkt zelfs al in het roddelblad Privaat te staan.
- Als Juffrouw Betsy per ongeluk de vlammenwerper van de auto inschakelt, verzucht ze: "Die lui van de geheime dienst kijken te veel naar Knight Rider en James Bond." (verwijzingen naar een tv-serie en een filmreeks waarin dit soort gadgets vaak voorkomen)
- Agent 327 bekent in strook 6A ook verantwoordelijk te zijn voor de Ontvoering van Freddy Heineken.
- In strook 6B wordt verwezen naar politicus Theo Joekes.
- Doctor Maybe verklaart dat aangezien Agent 327 in een videoband zit opgesloten "we met hem kunnen doen wat we willen. Denkt u maar aan die grappige beelden in het televisieprogramma over strips, "Wordt Vervormd"." Een verwijzing naar Wordt Vervolgd.
- De dokter beweert ook dat ze nu de agent kunnen laten optreden in het Jeugdjournaal of Zeg 'ns Aaargh. (...) Dankzij de Sky Kennel bestrijken we nu heel Europa."
- In strook 10A wordt overwogen Juffrouw Betsy een bijrolletje te laten spelen als quizkandidaat in Willem Pruiks Sterrenzooi of Jos Binks Wedden, schat?. Ze beweert echter meer te voelen voor een bijrolletje in Miami Vies.
- Juffrouw Betsy dreigt de booswichten op een videoband te zetten en de eerstvolgende keer dat The Sound of Music wordt herhaald die film eroverheen te tapen.
- Net als in Dossier Dozijn Min Eén wordt opnieuw "Denkt toch altijd met liefd' aan je moeder" door Gerda en Herman Timmerhout gedraaid (woordspeling op Gert en Hermien Timmerman)
- In strook 11B vallen Dr. Maybe en zijn bediende een Japans huis binnen. Een kind roept hierbij: "A-Team!".
- Agent 525 verklaart in strook 12A over IJzerbroot die vastzit in een videoband: "Misschien kan hij 'n handtekening van Dieuwertje Blok of Leoni Jansen voor me versieren."
- Willem Pruik beweert in strook 13A "meer auto's dan de "Honderddrieënentwintig Show" te hebben." Een woordspeling op de 1-2-3-show.
- "Wie was Victor Baarn?" blijkt de eerste vraag in de quiz. Zijn identiteit is al jaren een running gag in Agent 327.
- Wanneer Agent 327 de spiraalproef moet doen in strook 14B vraagt hij of hij niet kan worden overgeschakeld naar de Showbinkquizz op het andere net?
- De Fransman die het hele verhaal door Agent 327 tracht op te blazen omdat hij de aanslag op de Rainbow Warrior opeiste, verwijst naar de bomaanslag op de Rainbow Warrior in 1985 die door de Franse geheime dienst gepleegd werd.